# 东卯镇
东卯镇，是中华人民共和国河北省张家口赤城县下辖的一个乡镇级行政单位。

## 行政区划
东卯镇下辖以下地区：
东卯村、井儿沟村、上磨村、水磨湾村、苇子沟村、道德沟村、三块石村、大沟门村、柏木井村、西卯村、沟门村、李家湾村、东长梁村、头道营村、三道营村、四道甸村、东青羊沟村、下槽碾沟村、西长梁村、上碌碡湾村、中碌碡湾村、万全寺村、虎叫村、车道沟村和古子房村。